# Cola anomala
Cola anomala är en malvaväxtart som beskrevs av Karl Moritz Schumann. Cola anomala ingår i släktet Cola och familjen malvaväxter. Inga underarter finns listade i Catalogue of Life.